# Kardítsa
Kardítsa (en grec moderne : Καρδίτσα) est une ville ainsi qu'un dème de Thessalie, en Grèce. Elle donne aussi son nom au district régional de Kardítsa, un des cinq districts régionaux de la Thessalie.

## La ville

### Géographie
À l'ouest et au sud de la ville, la plaine thessalienne se transforme en un paysage de collines qui forment les premiers contreforts du massif du Pinde. La plaine de Kardítsa s'étend vers le sud 20 kilomètres jusqu'aux piémonts de ces montagnes et jouxte ainsi la frontière de la Thessalie avec la Grèce-Centrale.

### Histoire
La présence humaine y est attestée depuis 9000 av. J.-C. La plaine de Kardítsa est longtemps occupée par des populations uniquement pastorales, probablement les « Pélasges », qui sont remplacés par les Achéens vers le milieu du IIe millénaire, puis, quelques siècles après, par des tribus doriennes. Durant l'Antiquité, la région, dont la cité principale est Metropolis, à huit kilomètres au sud-ouest du centre de Kardítsa, fait successivement partie de la Ligue thessalienne, du royaume de Macédoine et de l'Empire romain. Au Moyen Âge, à l'époque byzantine la cité s'entoura d'un rempart contre les attaques des « Sklavènes » établis au VIe siècle dans les monts Ágrafa : d'ailleurs le nom de Kardítsa dérive probablement du mot slave Graditsa qui signifie « petite ville fortifiée ».
En 1204 elle échoit à Guillaume de Montferrat devenu roi de Salonique à la suite de la quatrième croisade. Elle est ensuite disputée entre le despotat d'Épire, l'Empire serbe et l'empire de Nicée, mais localement ce sont les archontes valaques de Portitsa (la « petite porte ») qui la gouvernent. Durant l'occupation ottomane, les commerçants grecs en font une importante place de marché. Une épidémie de peste décime de nombreux habitants en 1821, année où débute la guerre d'indépendance grecque. Mais Kardítsa et toute la Thessalie n'intègrent la Grèce qu'en 1881. Dans les années qui ont suivi, la commune est élevée au rang de ville.
En 1941, Kardítsa est occupée par la Wehrmacht, mais celle-ci confie l'administration de la Thessalie à l'Italie fasciste. Le 12 mars 1943, les partisans grecs reprennent la vieille ville à l'issue de durs combats. C'est ainsi que Kardítsa a été l'une des premières villes du sud-est européen à être libérée de l'Occupation. Durant la Guerre civile grecque, Kardítsa est l'enjeu de nouveaux combats entre la résistance communiste et l'armée gouvernementale grecque. La paix ne revient qu'en 1949. Kardítsa était le chef-lieu et le centre administratif, culturel et économique du nome de Karditsa avant la réforme Kallikratis de 2010.

### La ville moderne
La ville possède un département de l'université de Thessalie, celui de la médecine vétérinaire. Kardítsa est une ville en pointe en Grèce dans l'importance de son réseau de pistes cyclables : un tiers des déplacements urbains sont effectués à vélo.

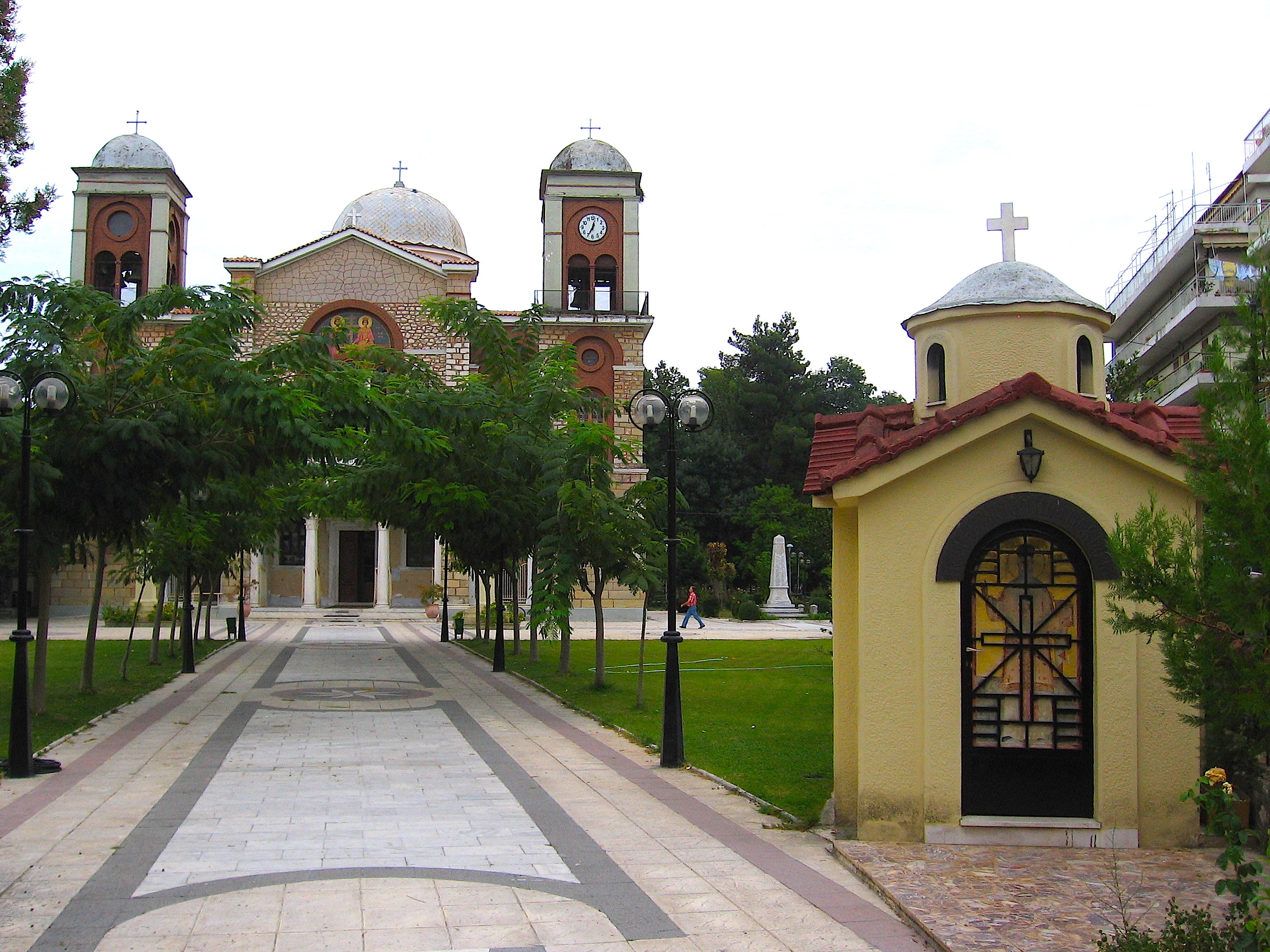
Vue sur la cathédrale Saints Constantin et Hélène

Le parc Pavsilypo au centre de la ville en est le poumon vert. À proximité, l'église Agios Konstantinou est du XIXe.

La place centrale de Kardítsa est cernée de bâtiments dont certains sont de style classique comme l'hôtel Arni de 1920. Le marché municipal se trouve tout à côté ainsi que la rue Vavli dans laquelle on trouve encore des maisons d'artisans et des commerces d'époque. La ville est riche enfin d'une pinacothèque ainsi que d'un musée archéologique.

## Le dème de Kardítsa
La municipalité de Kardítsa regroupe les villages suivants (population en 2001) :
- Agiopogi – Τοπική Κοινότητα Αγιοπηγής (Αγιοπηγή) – 380 habitants
- Agios Georgios – Τοπική Κοινότητα Αγίου Γεωργίου (Άγιος Γεώργιος) – 609 habitants
- Agios Theodoros – Τοπική Κοινότητα Αγίου Θεοδώρου (Άγιος Θεόδωρος) – 887 habitants
- Amarandos – Τοπική Κοινότητα Αμαράντου (Αμάραντος) – 408 habitants
- Ambeliko – Τοπική Κοινότητα Αμπελικού (Αμπελικό) – 475 habitants
- Apidea – Τοπική Κοινότητα Απιδέας (Απιδέα) – 415 habitants
- Artesiano – Τοπική Κοινότητα Αρτεσιανού (Αρτεσιανό) – 1.430 habitants
- Dafnospilia – Τοπική Κοινότητα Δαφνοσπηλιάς (Δαφνοσπηλιά) – 336 habitants
- Frango – Τοπική Κοινότητα Φράγκου – (Φράγκο) – 507 habitants
- Georgiko – Τοπική Κοινότητα Γεωργικού (Γεωργικό) – 552 habitants
- Kallifoni – Τοπική Κοινότητα Καλλιφωνίου (Καλλιφώνι) – 1.244 habitants
- Kallithiro – Τοπική Κοινότητα Καλλιθήρου (Καλλίθηρο) – 1.114 habitants
- Kardítsa – Δημοτική Κοινότητα Καρδίτσης (Καρδίτσα) – 32.252 habitants
- Karditsomagoula – Δημοτική Κοινότητα Καρδιτσομαγούλας (Καρδιτσομαγούλα) – 2.259 habitants
- Karoplesi – Τοπική Κοινότητα Καροπλεσίου (Καροπλέσι) – 564 habitants
- Kastania – Τοπική Κοινότητα Καστανέας (Καστανιά) – 554 habitants
- Katafygi – Τοπική Κοινότητα Καταφυγίου (Καταφύγι) – 487 habitants
- Krya Vrysi – Τοπική Κοινότητα Κρύας Βρύσης (Κρύα Βρύση) – 514 habitants
- Makrychori – Τοπική Κοινότητα Μακρυχωρίου (Μακρυχώρι) – 1.161 habitants
- Melissa – Τοπική Κοινότητα Μελίσσης (Μέλισσα) – 310 habitants
- Mitropoli ou Metropolis – Τοπική Κοινότητα Μητρόπολης (Μητρόπολη) – 1.587 habitants
- Molocha – Τοπική Κοινότητα Μολόχας (Μολόχα) – 328 habitants
- Myrina – Τοπική Κοινότητα Μυρίνης (Μύρινα) – 857 habitants
- Neraida – Τοπική Κοινότητα Νεράιδας (Νεράιδα) – 519 habitants
- Paleokklisi – Τοπική Κοινότητα Παλαιοκκλησίου (Παλαιοκκλήσι) – 869 habitants
- Paliouri – Τοπική Κοινότητα Παλιουρίου (Παλιούρι) – 448 habitants
- Portitsa – Τοπική Κοινότητα Πορτίτσης (Πορτίτσα) – 387 habitants
- Prodromos – Τοπική Κοινότητα Προδρόμου (Πρόδρομος) – 997 habitants
- Ptelopoula – Τοπική Κοινότητα Πτελοπούλας (Πτελοπούλα) – 349 habitants
- Rachoula – Τοπική Κοινότητα Ραχούλας (Ραχούλα) – 605 habitants
- Rousso – Τοπική Κοινότητα Ρούσσου (Ρούσσο) – 578 habitants
- Stavros – Τοπική Κοινότητα Σταυρού (Σταυρός) – 908 habitants
- Xinoneri – Τοπική Κοινότητα Ξινονερίου (Ξινονέρι) – 603 habitants
- Zaïmi – Τοπική Κοινότητα Ζαϊμίου (Ζαΐμι) – 475 habitants

## Transports

### Transport  ferroviaire
La gare ferroviaire de Kardítsa a été mise en service en 1882 en tant que chemin de fer à voie étroite à voie métrique, mais a été convertie en voie standard à la fin des années 1990 et a été remise en service ici à partir d'avril 2000. 
La gare de Kardítsa est desservie par des trains sur la ligne de Palaiofarsalos à Kalambaka (en), ligne d'Athènes-Thessalonique vers Kalambáka en venant de Domokós avec des liaisons vers Athènes et Thessalonique.

### Transport aérien
L'aérodrome de Myrini (OACI : LGMY) est situé à environ sept kilomètres au nord-est de la ville de Kardítsa.
La piste asphaltée mesure 680 mètres de long et 20 mètres de large. L'aérodrome est à une altitude de 96 mètres d'altitude.

### Axes routiers
La ville est un nœud routier de la plaine de Thessalie entre Larissa située 60 km au nord-est, Lamia 94 km au sud, Volos 100 km à l'est et Trikala 29 km au nord-ouest. Elle est traversée par la route GR30, celle vers Karpenísi et celle reliant Palamás à Larissa. 
Kardítsa est desservie par l'autoroute A3.

## Jumelages
| Ville | Ville     | Pays | Pays   |
| ----- | --------- | ---- | ------ |
|       | Capannoli |      | Italie |

## Personnalités
- Leonídas Kanáris (1963-), musicien et compositeur grec, né à Kardítsa.

## Galerie

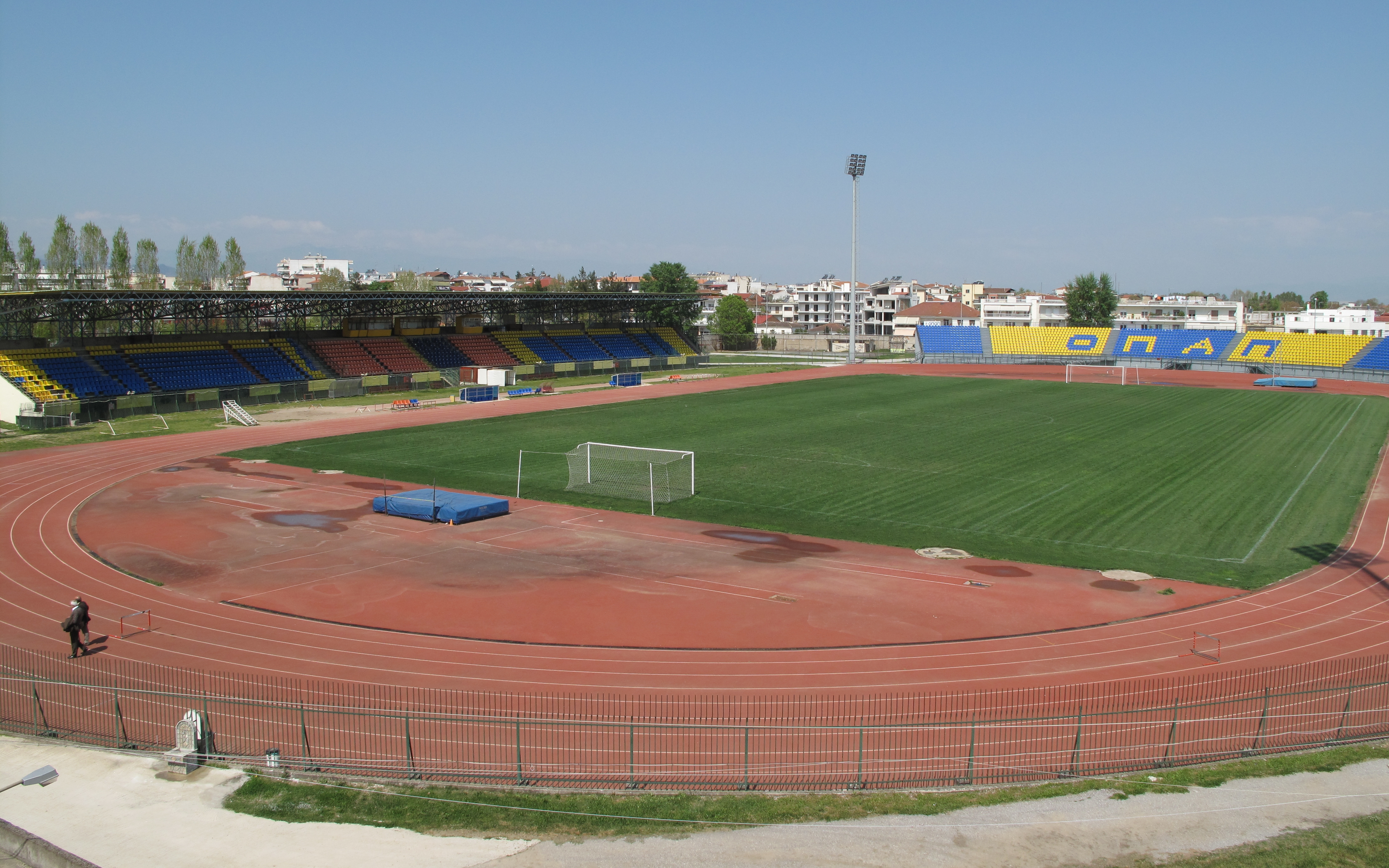
Le stade.
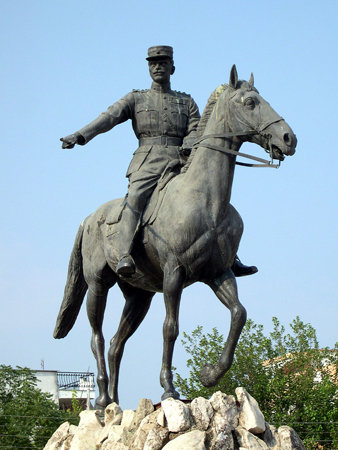
Statue de Nikólaos Plastíras à  Kardítsa.
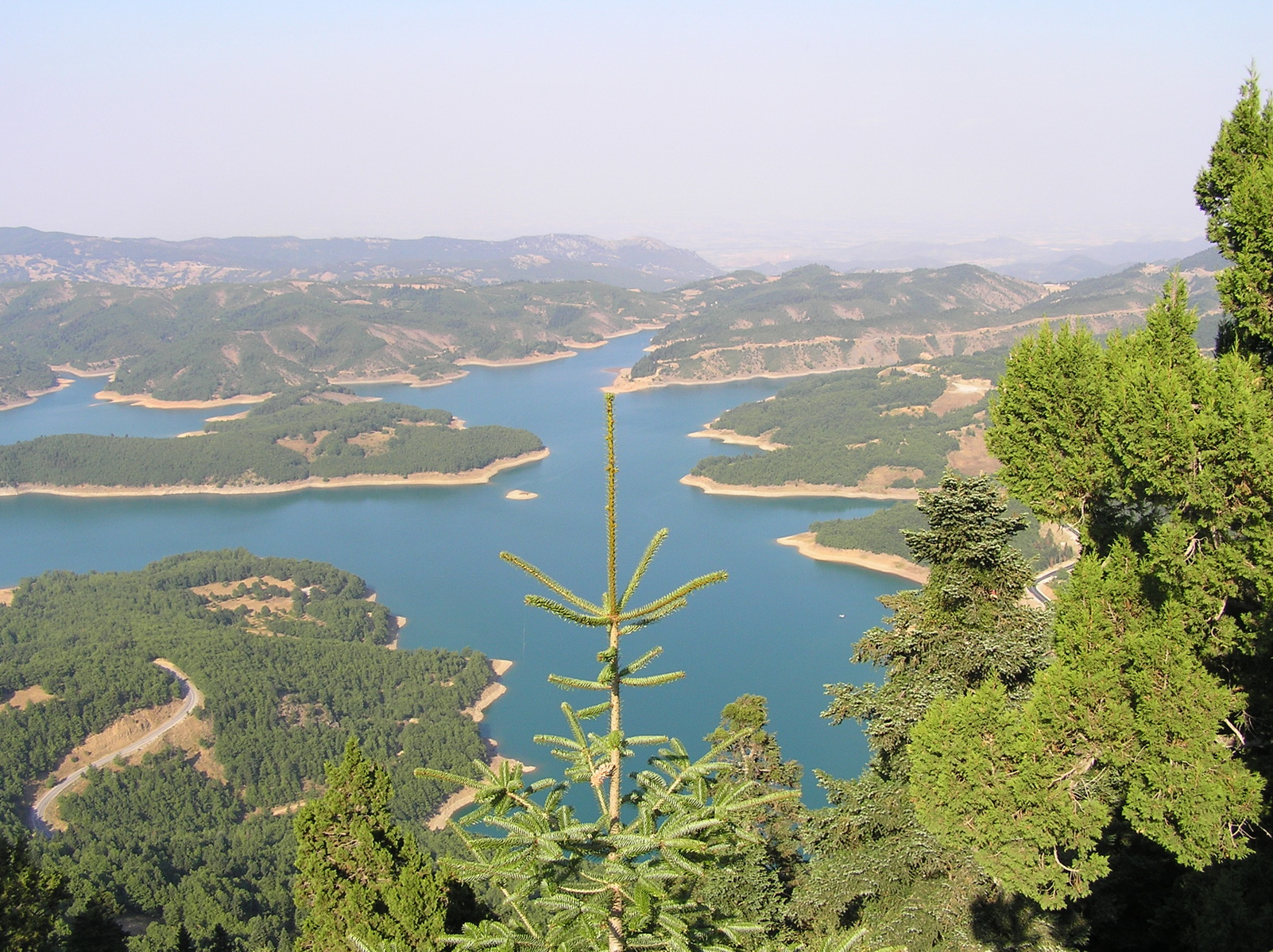
Le lac Plastiras, à proximité de Kardítsa.